# Елмер Сноуден
Е́лмер Че́стер Сно́уден (англ. Elmer Chester Snowden; 9 жовтня 1900, Балтимор – 14 травня 1973, Філадельфія) — американський джазовий банджоїст, гітарист, керівник оркестру. Одним з найперших зробив банджо солюючим інструментом. Відомий як засновник ансамблю, який згодом став оркестром Дюка Еллінгтона.

## Біографія
Народився 9 жовтня 1900 року в Балтиморі, штат Меріленд. В дитинстві грав на губній гармоніці і гітарі, виступав на вулицях і в перукарнях, з 15 років супроводжував грою на банджо показ німих кінофільмів.
У 1918–1919 роках входив до гурту піаніста і композитора Юбі Блейка, а потім працював у Вашингтоні з Отто Гардвіком, Артуром Ветсолом і Сонні Гріром. В 1919 році виступав в тріо з Дюком Еллінгтоном. У середині 1920-х років склад гурту Сноудена the Washingtonians, який працював у Нью-Йорку, став потім оркестром Дюка Еллінгтона. Насправді Еллінгтон перехватив ініціативу у музичному керівництві, а Сноуден позніше відмовився увійти до складу його оркестру.
До 1933 року керував декількома ансамблями і оркестрами в Нью-Йорку і Вашингтоні, співпрацював з Каунтом Бейсі, Джиммі Лансфордом, Фетсом Воллером, Бенні Картером, Чіком Веббом та іншими, доки не вступив у конфлікт з профспілкою музикантів. Деякий час йому заборонялось виступати на музичних майданчиках у Нью-Йорку. В 1935–1939 роках очолював розважальні гурти у Філадельфії і підробляв сторожем у міському парку. У 1940–1950-ті роки продовжував керувати бендами. За підтримки Кріса Альбертсона (майбутнього продюсера Riverside Records) зробив серію записів з гітаристом Лонні Джонсоном, зібрав квартет і записав альбом Harlem Banjo!. Знаходячись на злеті своєї кар'єри, Сноуден виступив на джазовому фестивалі Ньюпорті. У 1967 році поїхав на гастролі в Європу у складі «Newport Guitar Workshop».
У 1963–1967 роках переїхав у Каліфорнію, де викладав у школі Берклі. Одним з його найцікавіших проектів стало шоу з оркестром з 48 виконавців на банджо. У 1969 році перевернувся у Філадельфію, де і помер 14 травня 1973 року.

## Дискографія
- Harlem Banjo! (Riverside, 1960)
- Blues & Ballads (Bluesville, 1960); з Лонні Джонсоном